# Asura

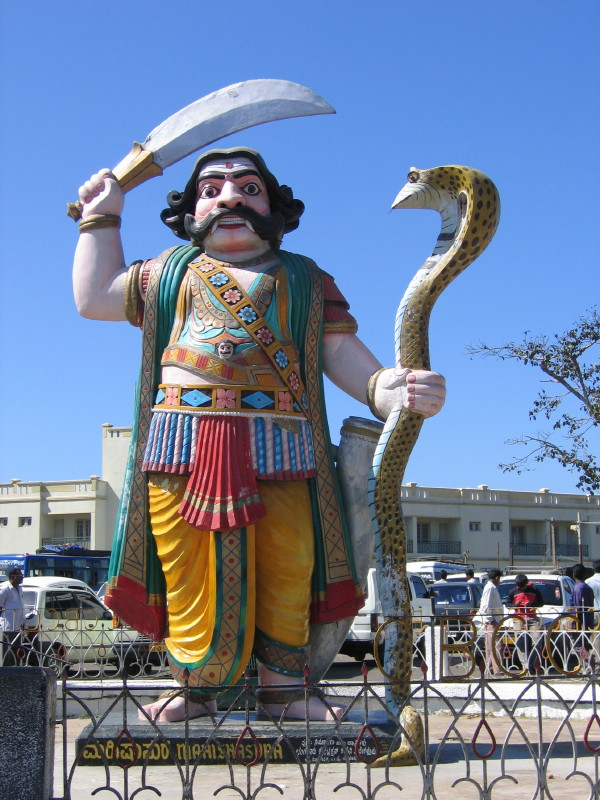
Staty av Mahishasura i Mysuru.

Asuras var en grupp med gudar i tidig indisk mytologi, varav den mest kände var Varuna.
När de religiösa rörelserna etablerade sig i Indien förlorade Asuras sin gudastatus och betraktades slutligen som demoner.
Etymologiskt är namnet besläktat med de nordiska asarna, vilket antyder den gemensamma indoeuropeiska mytologiska bakgrunden.